# August Sohlman
Per August Ferdinand Sohlman född 24 maj 1824 på Skogaholm, Svennevads socken, Örebro län, , död, drunknad 5 juli 1874 på Älgö, Stockholms skärgård, folkbokförd i Hovförsamlingen, Stockholm
, var en svensk tidningsman, politiker och tecknare.

## Biografi
Han var son till snickarmästaren Per Erik Sohlman och Anna Katarina Gillberg och gift med Hulda Maria Sandeberg, syster till ingenjör Herman Sandeberg. August Sohlman blev student vid Uppsala universitet 1843 och deltog livligt i de liberala och skandinaviska rörelserna. Åren 1845–1846 redigerade han Studentbladet, vilket bland annat verkade för Uppsala universitets flyttning till Stockholm. 
Sohlman blev filosofie magister 1848 och deltog 1848–1850 år som frivillig på dansk sida i första slesvigska kriget. Åren 1849–1868 var han lärare i konsthistoria vid Konstakademien. 1851 blev han redaktör för tidningen Bore som bland annat krävde en "pressens regeneration" och företrädde en moderatare form av liberalism än vad Aftonbladet gjorde.
År 1852 inträdde Sohlman i Aftonbladets redaktion efter att Lars Johan Hierta sålt tidningen. Åren 1852–1853 gav Sohlman ut Nordisk tidskrift, som utformades efter engelsk förebild. Här vände sig Sohlman mot det starka inflytande från Frankrike och Tyskland, som fanns i såväl politik som i litteratur vid denna tid. Han förordade en "engelsk riktning", vilken kom att känneteckna resten av 1850-talet och innebar en strävan till ädel realitet, till det sedligt kraftfulla och levande, till objektivitet och klarhet.
Från oktober 1857 till sin död i juli 1874 var Sohlman huvudredaktör för Aftonbladet och lyckades återvinna Aftonbladets ledande ställning inom Sveriges liberala press. Hans inflytande var avgörande för den stora representationsreformen 1866 genom en allmän opinionsrörelse, till viken han tog initiativet på ett möte i Hôtel de Suéde 1860. 
I striden 1859–1860 om ståthållarämbetets avskaffande i Norge var Sohlman nästan ensam om att förespråka den norska ståndpunkten. Detta framkallade ett kortvarigt massavfall av prenumeranter. Med stor sympati följde han också frihetsrörelserna i Italien och Polen och när det andra slesvigska kriget hotade förespråkade Sohlman att Sverige skulle stödja Danmark mot Preussen. Härvid väcktes stor uppmärksamhet av C.P. Plougs publicering av ett telegram från Sohlman den 15 december 1863. Telegrammet grundades på personliga uppgifter från Karl XV till Sohlman, enligt vilka "22000 komma och han själv". Sohlman fruktade att Ryssland skulle inringa Norden med Preussens hjälp om Preussen segrade över Danmark i kriget. 
Sohlman arbetade för en stor reform av svenska försvarsväsendet och för skarpskytterörelsen och var själv chef för Stockholms 9:e skarpskyttekompani. Vidare verkade han för ökad religionsfrihet, större rätt för kvinnorna till självständig verksamhet, ökad handels- och näringsfrihet och tog initiativ till upprättande av folkhögskolor och till bildandet av Svenska fornminnesföreningen.
Sohlman utgav de tre häftena Afhandlingar och skizzer uti kultur- och konsthistoriska ämnen 1855–1862 som han använde i undervisningen vid Konstakademien. Flera av hans teckningar av olika kyrkor har återutgivits i några bokverk.   
Sohlman omkom söndagen den 5 juli 1874 då han försökte rädda sin son som råkat i sjönöd några få meter från land vid en plötslig sommarstorm. Trots att Sohlman var en skicklig simmare drunknade han under räddningsförsöket på Baggensfjärden vid Älgö där han var bosatt. Han ligger begraven på Huddinge kyrkas kyrkogård.

## Familj
August Sohlman hade barnen:
- Signe Sohlman (1854–1878)
- Harald Sohlman (1858–1927) (Huvudredaktör och ansvarig utgivare för Aftonbladet)
- Nanna Bendixson (f Sohlman) (1860-1923)
- Tora Lagerholm (f Sohlman) (1862-1931)
- Arvid Sohlman (1866–1949) (VD i AB Familjeboken och i Aftonbladet)
- Ragnar Sohlman (1870–1948), grundare av Nobelstiftelsen, exekutor av Alfred Nobels testamente)

och han var farfar till Rolf R:son Sohlman, Sverre R:son Sohlman och Astrid Sohlman-Nyblom.